# Montañas Daxue
La cordillera de Daxue o montañas de Daxue (en chino, 大雪山山脉, 大雪山; pinyin, Dàxuě Shān; Wade-Giles, Ta4-hsüeh3 Shan1; literalmente, ‘Grandes Montañas de Nieve’) es una gran cordillera en la parte occidental de la provincia de Sichuan en el suroeste de China. Es parte de las Montañas de Hengduan, un complicado sistema de cadenas montañosas del oeste de Sichuan, que a su vez es adyacente al borde oriental de la Meseta Tibetana. 

## Geografía
La cordillera de Daxue se extiende por varios cientos de kilómetros en dirección general norte-sur, principalmente dentro de la Prefectura Autónoma Tibetana de Garzê de Sichuan. 
La cordillera de Daxue marca una zona de transición entre la árida meseta tibetana y la húmeda cuenca de Sichuan.
Separa las cuencas del río Yalong (al oeste) y del río Dadu (al este). Ambos ríos fluyen en dirección general hacia el sur y son afluentes del Yangtsé. 
El pico más alto de la cordillera, el  monte Gongga (Minya Konka), mide 7.556 metros de altura. Está situado en la parte sur de la cordillera.
Al este y al sur del  monte Gongga, las montañas de Daxue son adyacentes a las cordilleras más pequeñas de Daxiang y Xiaoxiang, que, sin embargo, los cartógrafos suelen considerar como cordilleras separadas.